# 외팔묘

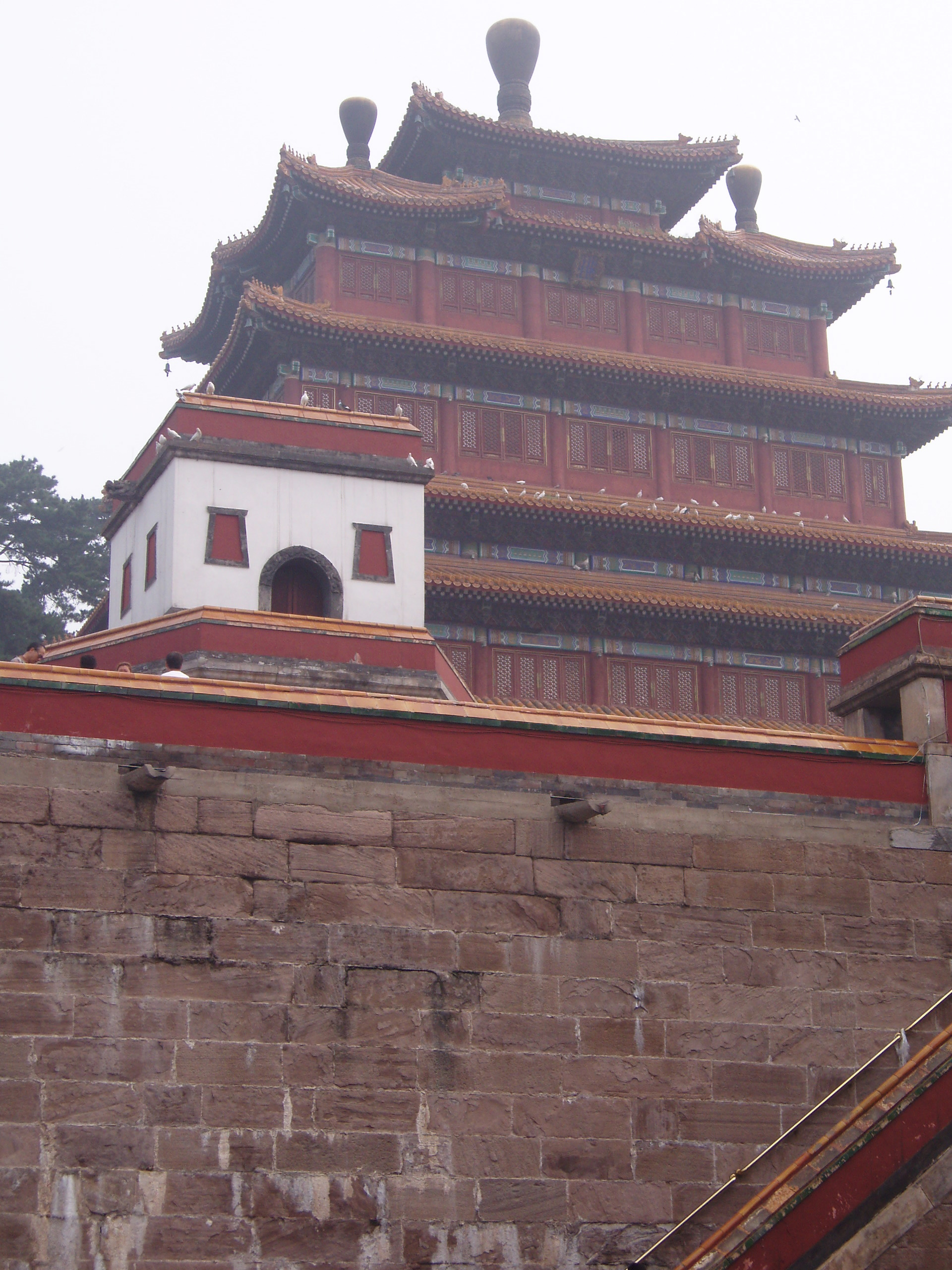
보녕사

외팔묘는 중국 허베이성 청더 시에 있으며, 피서산장을 둘러싸고 있는 절과 사당을 총칭한다. 피서산장과 함께 유네스코 세계문화유산에 등록되어 있다. 팔묘라고 하지만 실제로는 좀 더 많은 건축물이 있다.

## 개요
외팔묘에 포함된 절과 사당은 다수 있지만, 초기에 지어진 부인사와 부선사 이외는 전부 티베트양식으로 지어져 있다. 이것은 티베트불교를 신앙 지니는 티베트인과 몽골인들(달라이라마에 의해 개종되었다.)에 대한 회유 전략이기도 하였다. 티베트 양식의 사묘를 세운 것은 당시에 영토확장 정책을 펼쳤던 건륭제였다. 1961년에 전국중점문물보호단위로 지정되었다.

## 주요 건축물
- 부인사
- 부선사
- 보낙사
- 안원묘
- 보녕사
- 보우사
- 광연사
- 수미산복수지묘
- 보타종승지묘

이것은 라싸의 포탈라궁을 모방한 것이다. 1771년 건륭제 38년에 라싸에 화가와 장인을 보내 실제의 라싸를 조사하여 이 건축물을 지었다고 한다. 그 때문에 소포탈라궁이라는 별칭이 있다.
- 광안사
- 나한사
- 수상사

## 같이 보기
- 피서산장
- 중국세계유산